# رده‌بندی کوهستان در جیرو دیتالیا
رده‌بندی کوهستان در جیرو دیتالیا یک رده‌بندی ثانویه در جیرو دیتالیا است. در این رده‌بندی نخستین رکابزنانی که از سربالایی‌های تعیین شده عبور کنند، امتیازهایی به دست می‌آورند. این سربالایی‌ها بر پایهٔ میزان سختی خود و موقعیت آن‌ها در مرحلهٔ مربوط به درجه‌های گوناگونی تقسیم می‌شوند. اگر پایان یک مرحله در سربالایی باشد، امتیاز اضافی داده می‌شود. همچنین نخستین رکابزنانی که از بالاترین نقطهٔ مسیر جیرو (چیما کوپی) عبور کنند، امتیاز اضافه دریافت می‌کنند.
این رده‌بندی نخستین بار در سال ۱۹۳۳ محاسبه شد. از سال ۱۹۷۴ تا ۲۰۱۱ رهبر رده‌بندی کوهستان پیراهن سبز (ایتالیایی: maglia verde) به تن می‌کرد. از سال ۲۰۱۲ رنگ این پیراهن به آبی تغییر کرد.

## تاریخچه
رده‌بندی کوهستان در سال ۱۹۳۳ به جیرو دیتالیا افزوده شد. در نخستین سال اعمال این رده‌بندی، برنامه‌ریزان مسابقه سربالایی‌هایی را انتخاب کردند و امتیازاتی را به سه نفر اولی که از این سربالایی‌ها بگذرند، دادند. در هر سربالایی، آلفردو بیندا نخستین کسی بود که از آن می‌گذشت و نخستین برندهٔ رده‌بندی کوهستان شد. در سال ۱۹۷۴، سازمان‌دهندگان تور پیراهن سبزی را برای شناسایی رهبر رده‌بندی افزودند. در سال ۲۰۱۲، بانکا مدیولانوم که حامی مالی این پیراهن بود، رنگ آن را به آبی تغییر داد.

## برندگان
تا سال ۲۰۱۶، جینو بارتالی با ۷ پیروزی در رده‌بندی کوهستان، بیشترین موفقیت را در این رده‌بندی به دست آورده‌است. خوزه مانوئل فوئنته ۴ بار برندهٔ پیراهن کوهستان شده‌است. فائوستو کوپی، فرانکو بیتوسی، کلودیو بورتولوتو و کلودیو کاپوچی نیز هر کدام سه بار پیراهن کوهستان جیرو دیتالیا را به دست آورده‌اند.
بیشترین برندگان و پیروزی‌های رده‌بندی کوهستان توسط رکابزنان ایتالیایی کسب شده‌اند. تا سال ۲۰۱۶ بیست رکابزن ایتالیایی ۳۸ بار برندهٔ پیراهن کوهستان شده‌اند. رکابزنانی از کشورهای اسپانیا، بلژیک، کلمبیا، فرانسه، سوئیس و لوکزامبورگ نیز تاکنون بیش از یک بار برندهٔ رده‌بندی کوهستان در جیرو دیتالیا شده‌اند.

## توزیع امتیاز
نخستین رکابزنانی که به پایان یک خط کوهستانی برسند، امتیازهایی را بر پایهٔ رتبهٔ خود به دست می‌آورند. این امتیازها به صورت زیر توزیع می‌شوند:
|           | GPM4 | GPM3 | GPM2 | GPM1 |
| --------- | ---- | ---- | ---- | ---- |
| نفر اول   | ۳    | ۵    | ۹    | ۱۵   |
| نفر دوم   | ۲    | ۳    | ۵    | ۹    |
| نفر سوم   | ۱    | ۲    | ۳    | ۵    |
| نفر چهارم |      | ۱    | ۲    | ۳    |
| نفر پنجم  |      |      | ۱    | ۲    |
| نفر ششم   |      |      |      | ۱    |

مدیریت مسابقه، مسیرهای کوهستانی مشمول رده‌بندی کوهستان و درجهٔ آن‌ها را مشخص می‌کند.